# Daniel Bacheler
Daniel Bacheler, auch Daniell Batchelar und Daniel Bachelor (* 16. März 1572 in Aston Clinton (Buckinghamshire); † 29. Januar 1619 in Kent), war ein englischer Lautenist und Komponist der Spätrenaissance.

## Leben
Daniel Bacheler lernte bei seinem Onkel Thomas Cardell († 1621), einem Lautenisten und „Dancingmaster“ am Hofe der Königin Elizabeth. Bacheler scheint mit John Dowland bekannt gewesen zu sein, da er ihm ein Werk widmete, die Galliard upon a galliard by John Dowland.
Nach 1601 war Daniel Bacheler Kammersekretär der Königin Anne mit dem außergewöhnlich hohen Salär von 160 £, während andere Lautenisten am Hof sich mit 20 bis 40 £ begnügen mussten. Etwa 50 seiner Solostücke blieben erhalten, lediglich von Dowland und Anthony Holborne sind mehr Lautensoli überliefert. Des Weiteren sind einige Werke für gemischten Consort überliefert.